# Maywood Park, Oregon
Maywood Park là một thành phố trong Quận Multnomah, Oregon. Cái tên của nó có xuất xứ từ lời nói của vợ của người phát triển khu dân cư ban đầu là E.F. Taylor. Bà ta phát biểu vào một đêm mùa đông là khu rừng (woods) vào tháng năm (May) thật hấp dẫn làm sao. Cái tên Maywood là từ ráp lại của các từ vừa nói ở trên. Dân số của thành phố là 777 vào lần điều tra dân số năm 2000. Thành phố này rất nhỏ bé và nằm hoàn toàn bên trong thành phố Portland.

## Lịch sử
Năm 1926 thành phố Portland mở rộng đại lộ Sandy qua Đông bắc Portland thành một xa lộ bốn làn xe, nối Portland với các điểm ở phía đông thành phố. Việc mở rộng này giúp cho việc phát triển các khu cư dân nhiều hơn xảy ra trong khu Parkrose của Portland mà vào thời điểm đó chủ yếu là đất nông nghiệp. Bên dưới phần khuất phía đông của ụ đất lồi tên Rocky Butte có một phần đất gần như chưa bị con người đụng đến và có một rừng thông phát triển khá dày. Dãy đất hình tam giác được Công ty Địa ốc Columbia mua chẳng bao lâu sau đó và rồi khu dân cư Maywood Park được phát triển.
Năm 1930, Địa ốc Columbia bị Commonwealth Inc. mua lại. Dưới quyền điều hành của Robert H. Strong, Commonwealth nắm giữ Maywood Park. Chủ ý của nhà phát triển mới là xây một khu dân cư có hạng như khu dân cư Laurelhurst và Eastmoreland của Đông nam Portland.
Trong thời Đại khủng hoảng, Maywood Park phát triển chậm chạp qua thập niên 1930. Đến cuối thập niên đó thì giá nhà bắt đầu vượt lên. Vào tháng 3 năm 1939, có khoảng 23 ngôi nhà mới đang xây có giá trị khoảng 140.000 đô la Mỹ, khá lớn vào thời điểm đó. Người ta bị lôi cuốn vào trong khu dân cư này bì nó nằm xa trung tâm thành phố nhưng rất dễ dàng di chuyển bằng xe hơi qua Đại lộ Sandy. Một sức thu hút khác đến khu dân cư là không giống như những khu dân cư lân cận ngay gần đó, Maywood Park hoàn toàn phủ đầy nhiều cây thông to.
Trong thời Chiến tranh thế giới thứ hai, Chính quyền liên bang xây dựng nhà ở cho công nhân phục vụ chiến tranh trong khu vực xung quanh, được biết là khu Parkrose.
Sau khi Đạo luật Xa lộ Liên bang năm 1956 được thông qua và sau cùng là việc xây dựng Xa lộ Liên tiểu bang 5 đi qua giữa thành phố Portland, người ta nhận thấy thấy rằng nhánh xa lộ đi tránh thành phố của Xa lộ Liên tiểu bang 5 là Xa lộ Liên tiểu bang 205 sẽ được hoạch định băng qua Maywood Park.
Vì theo lời của ủy ban đặc trách về xa lộ có nói rõ rằng sẽ không có xa lộ nào được tiến hành xây dựng qua một thành phố được hợp nhất mà không có sự chấp thuận của thành phố đó cho nên các công dân của khu Maywood Park đã bỏ phiếu tán thành việc hợp nhất và thành lập thành phố và năm 1967. Thành phố mới được thành lập có nhiều quyền hơn là một khu dân cư đã khởi sự đấu tranh chống lại việc xây dựng Xa lộ Liên tiểu bang 205 qua thành phố.
Năm 1968, thành phố đưa ủy ban đặc trách xa lộ ra tòa để tìm cách chặn đứng việc tiến hành xây dựng Xa lộ Liên tiểu bang 205 đi qua thành phố nhưng thất bại.
Năm 1971 Maywood Park lần nữa cố ngăn chặn việc xây dựng xa lộ cao tốc. Lần này thành phố nộp đơn thưa lên tòa án liên bang nhưng lại bị thất bại. Việc xây dựng xa lộ sau đó bắt đầu mặc dù ủy ban đặc trách xa lộ có chút nhân nhượng qua những cuộc họp chung với cư dân thành phố.
Thành phố lại tiếp tục chống đối Sở Xa lộ Oregon năm 1978 khi nộp đơn thưa kiện và cho rằng việc xây dựng xa lộ cao tốc đã làm hư hại tài sản dọc theo phố phía tây của Maywood Place. Một lần nữa thành phố lại bị thua kiện và thất bại các nỗ lực ngăn chặn việc mở rộng xa lộ.

## Địa lý
Maywood Park nằm ở vị trí 45°33′12″B 122°33′43″T / 45,55333°B 122,56194°TĐã đưa tham số không hợp lệ vào hàm {{#coordinates:}} (45.553240, -122.562003).1
Theo Cục điều tra dân số Hoa Kỳ, thành phố có tổng diện tích là 0.2 dặm vuông Anh (0,4 km²) trong đó đất chiếm hết tổng diện tích.